# Катастрофа Douglas DC-3 в Преторії
Авіакатастрофа Douglas DC-3 в Преторії 24 серпня 1998 року — технічна аварія вантажного літака Douglas DC-3 в ПАР. Вантажний рейс авіакомпанії Speed Service Couriers був внутрішнім вантажним рейсом з Преторії в Дурбан, Південно-Африканська Республіка. 24 серпня 1998 року, літак Aero Modifications AMI DC-3-65TP розбився під час зльоту з міжнародного аеропорту Преторія, загинув 1 з 2 пілотів на борту.

## Катастрофа
Літак щойно пройшов етап 1 інспекції в Преторії. Останні перевірки забезпечення потужності проводилися на двигунах літака вранці в день аварії. Aircraft Maintenance Engineer привів тример в позицію ніс вверх згідно з правилами, щоб зменшити навантаження, поставив хвіст в положення вниз під час перевірки потужності двигуна, але він не встановив тример руля висоти назад у нейтральне положення по завершенні перевірки. Інженер за запитом пілота пересунув елерони та кермо висоти зовнішніх замків пориву і шасі вниз стопорних штифтів. Він залишив кермо зафіксоване, яке пізніше було зрушене одним з пілотів. Пілот не проводив передпольотного огляду. Потім літак вирулив на злітно-посадкову смугу 11 для відльоту на рейс по доставці пошти. На висоті 20 метрів, літак почав стрімко набирати висоту перш ніж пошкодилась ліва закрилка. Потім літак загорівся. Другий пілот який не пристебнувся ременями безпеки зазнав смертельної травми.